# Jörg Sieber

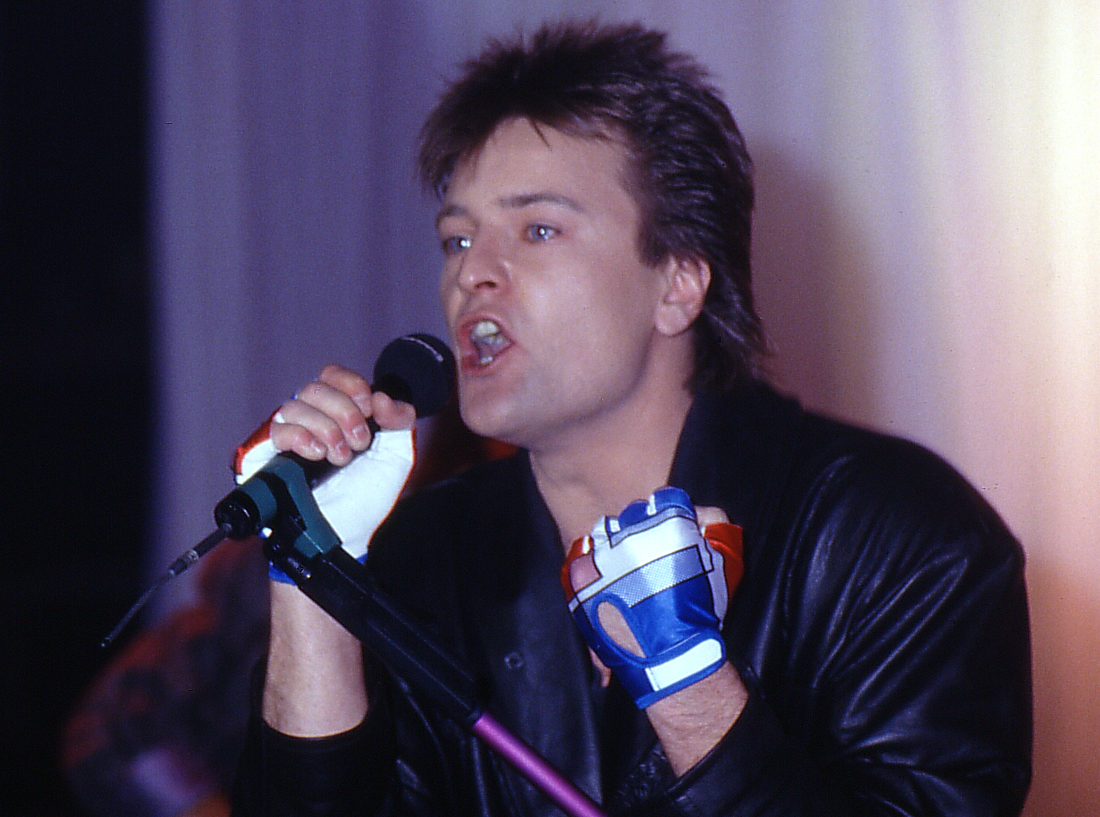
Jörg Sieber, 1988

Jörg Sieber (* 13. Juli 1961 in Ulm) ist ein deutscher Rocksänger, Tonmeister und Komponist für Rockmusik, Filmmusik und Musik für Werbespots. Er ist Gründungsmitglied und Sänger der Rockband Dominoe. Sieber ist zudem Autor, Produzent und Sprecher von Kinder- und Hörbüchern.

## Leben
Sieber wuchs in Bermaringen, ein Stadtteil von Blaustein im Alb-Donau-Kreis in Baden-Württemberg, als Sohn eines Forstdirektors mit zwei Schwestern und zwei Brüdern auf. Er besuchte zunächst das Schubart-Gymnasium in Ulm und später dann die Evangelische Internatsschule Schloss Gaienhofen am Bodensee. Als Kind erhielt er mehrere Jahre Klavierunterricht und brachte sich ab seinem dreizehnten Lebensjahr autodidaktisch Schlagzeug und Gitarre bei. Sieber wirkte zuerst in der Coverband Crossfire als Gitarrist, danach als Sänger in der Band Burning Flare. Aufgrund einer Stimmbanderkrankung musste Sieber seine Rolle als Sänger aufgeben und wurde Schlagzeuger dieser Band. Er gründete sein erstes Tonstudio in seinem Elternhaus.
Sieber ist verheiratet, hat einen erwachsenen Sohn und lebt in München.

## Rockband Dominoe
Im Jahr 1987 schrieb Sieber anlässlich des Todes seiner Mutter den Song I don't know, der das Thema Wiederauferstehung behandelt, und stellte ihn einem Verleger in der Schweiz vor. Dieser verwies Sieber auf einen Musiker in Grafing bei München, Robert Papst, der gerade einen Sänger für seine eigene Band suchte. Sieber und Papst gründeten daraufhin die Rockband Dominoe und veröffentlichten den Song Siebers später auf ihrem ersten gemeinsamen Album Keep in Touch.
Bereits mit der gemeinsamen Debütsingle Here I Am, die im Herbst 1987 erschien und auf den ersten gemeinsamen Song Family Mad folgte, platzierten Papst und Sieber mit Dominoe einen Tophit, den der französische Automobilhersteller Renault in einem Werbespot einsetzte. Der Song landete am 11. Januar 1988 auf Platz 4 der deutschen Single-Charts und hielt sich dort 26 Wochen. In den Single-Charts der Schweiz kam der Song im März 1988 ebenfalls auf Platz 4 und verweilte dort 14 Wochen. Der Titel wurde weit über Europa hinaus bekannt: Gresham-Records veröffentlichte 1988 eine Single in Südafrika. TV-Auftritte in Deutschland, zum Beispiel bei Formel Eins, und in Frankreich folgten. Die französische Chansonsängerin Sylvie Vartan sang den Titel in einer Version für Frankreich neu ein. Sieber und Papst legten ihre Studios zusammen in ein gemeinsames Studio in Grafing-Bahnhof auf einem Bauernhof.
Der Erfolg mit Here I Am machte Dominoe über Nacht weit über Deutschland hinaus bekannt. Es folgten europaweite Liveauftritte im TV und auf der Bühne. Den Titel Touch aus diesem Album interpretierte später Udo Lindenberg in einer deutschen Version Wie’n alter Freund. 1987 sang Lindenberg das Lied im Dominoe-Studio in Grafing ein.
Als Nachfolgesingle entschied sich RCA Records für den Song Let’s Talk about Life, mit dem Dominoe nicht an den ersten Erfolg anknüpfen konnte und nur mittlere Chartplätze erreichte. Papst verließ im Jahr 1989 die Band als aktiver Bühnenmusiker und trat fortan als deren Produzent in Erscheinung. Für ihn kam der Gitarrist Markus Schiegl. Bei den Studioaufnahmen wirkte Papst weiterhin als Gitarrist mit.
Das zweite Album The Key (1989/1990) wurde von Papst in Zusammenarbeit mit Harold Faltermeyer produziert. Die erste Singleauskopplung daraus, Angel Don’t Cry, war als Videoclip bei MTV zu sehen, die zweite Single war die Ballade Keep the Fire Burnin.
Erst im Jahr 2002 entschlossen sich Sieber und Papst zu einem dritten Album mit dem Titel No Silence… No Lambs, das sie zusammen mit neuen Musikern und der Schweizer Sängerin Jane Bogaert aufnahmen. Bogaert hatte bereits unter anderem mit Lionel Richie, Udo Lindenberg und Joe Lynn Turner zusammengearbeitet und war für die Schweiz im Jahr 2000 in Stockholm beim Eurovision Song Contest angetreten.
Das vierte von Papst produzierte Dominoe-Album The Story Is Far from Told erschien im Jahr 2008 und wurde von einigen Fernsehauftritten begleitet. Beim fünften Album Naked But Dressed, das 2012 erschien, wirkten hochkarätige, mit Papst befreundete Gastmusiker mit, unter anderem Jimi Jamison (Survivor) bei dem Titel Comin’ Home sowie bei Naked but Dressed Larry Hoppen von der US-amerikanischen Band Orleans, deren bekanntestes Stück Still the One ist.
Anlässlich der Classic Rock Nights 2008 im Capitol in Hannover hatten Robert Papst und Jörg Sieber noch einmal mit Jimi Jamison und Joe Lynn Turner einen Liveauftritt und stellten bei dieser Gelegenheit neue Songs wie Irresistible und One More Sugar vor.
Im November 2018 erschien das sechste Album The Lost Radio Show. Es besteht aus Aufnahmen, die Dominoe im Jahr 2008 für eine britische Radioshow spielte. Teile dieser Live-Aufnahmen gingen seinerzeit durch einen Festplattencrash verloren, sodass die geplante Radiosendung nicht übertragen werden konnte. Die erhaltenen, unvollständigen Teile wurden archiviert. Zufällig entdeckte Robert Papst diese Ausschnitte Anfang des Jahres 2018 wieder. Für das Album wurden die meisten der 2008 aufgenommenen Stücke verwendet, nur die wirklich verloren gegangenen Teile mussten neu aufgenommen werden.
Im Juni 2021 trat Dominoe mit dem bereits 2012 produzierten Song Comin' Home in einer neuen Fassung wieder in Erscheinung. In Comin' Home singt Sieber mit dem 2014 verstorbenen Jamison im Duett.

## Jay Seever
Ab dem Jahr 1994 startete Jörg Sieber eine Solokarriere als Sänger unter dem Pseudonym Jay Seever. Produziert wurde er wiederum von Robert Papst. In dessen Musikverlag Comand Music wurde Siebers Album No More Money veröffentlicht. Bekannt wurde Sieber alias Jay Seever mit dem für einen Hanuta-TV-Werbespot produzierten Song That’s What You’re Looking For. Das Cover der Single wurde auf allen Hanuta-Produkten abgebildet. Weitere Songs von Jay Seever waren Heaven Is For Hereos und The Dominoe History.

## Musik für TV und Werbung
In den auf die Erfolge mit Dominoe folgenden Jahren produzierte Sieber im eigenen Tonstudio Gallery4 Music Production Musik für Fernsehproduktionen und Werbespots. So dienten Siebers Kompositionen in Werbefilmproduktionen für unter anderem die Marken Pampers, Warsteiner, BMW, Audi und Porsche. Für den Reiseveranstalter Aldiana komponierte Sieber die Club-Hymne Dolphines Paradise. Sieber produzierte außerdem eine DVD-Reihe mit Reisevideos.

## Kabarett
In den Jahren 1998 bis 2013 trat Sieber gemeinsam mit dem Krankenpfleger Thomas Bloch als Kabarett-Duo Ewald und Manfred mit dem Format Schwabenkanal auf. Auftritte im TV und auf Bühnen wie der Mäulesmühle folgten. Sieber und Bloch wurden mit dem Kleinkunst-Förderpreis des Landes Baden-Württemberg für ihr Programm ausgezeichnet.

## Soziales Engagement
Sieber führt an Schulen und in sozialen Einrichtungen der Jugendhilfe Workshops für Komposition und Songproduktion durch. Gemeinsam mit dem Sozial- und Medienpädagogen Andreas Harde sowie weiteren Musikern engagiert sich Sieber im Projekt Music4Kids, das sich zum Ziel gesetzt hat, Kinder und Jugendliche an Verantwortungsbewusstsein heranzuführen und ihnen zu zeigen, wie sie "Selbstvertrauen durch die Kraft der Musik tanken". Gefördert wird das Projekt durch den Kulturfonds Bayern sowie den Münchner Lehrer und Lehrerinnenverband e.V. (MLLV). Andreas Harde trat unter anderem als von Michael Cretu produzierter Künstler unter dem Pseudonym Angel X in Erscheinung. Im Rahmen von School of POP werden Schulhymnen gemeinsam mit den Jugendlichen komponiert, getextet, interpretiert und produziert.

## Hörbücher/Kinderbücher
Unter dem Titel Zeit zum Träumen schrieb und veröffentlichte Sieber eine Kinderbuchreihe. Die Folgen Leah und die Corona-Klette sowie Leah und die Lunge des Lebens erschienen im Frühjahr 2020 als E-Book. Sieber greift in dieser Buchreihe das Thema der Coronapandemie auf. Im November 2020 erschien eine von Sieber produzierte Hörbuchreihe, die er selbst sprach.

## Diskographie (Auswahl)

### Alben
- 1988: Keep in Touch
- 1990: The Key
- 1994: No More Money – Jay Seever
- 2002: No Silence… No Lambs
- 2008: The Story Is Far from Told
- 2012: Naked But Dressed
- 2018: Dominoe – The Lost Radio Show

### Singles
- 1988: Here I Am
- 1988: Let’s Talk About Life
- 1988: Family Mad
- 1988: Wie’n alter Freund – Udo Lindenberg (Musik: Papst/Sieber – Touch)
- 1990: Angel Don’t Cry
- 1990: Keep The Fire Burnin’
- 1993: Secret Love – Jay Seever
- 1994: That’s What You’re Looking for – Jay Seever
- 1994: Heaven Is For Heroes – Jay Seever
- 2002: Here I Am 2002
- 2008: Irresistible
- 2012: Naked feat. Larry Hoppen
- 2021: Comin’ Home [Stewart Sullivan Mix] (feat. Jimi Jamison)

## Filmographie (Auswahl)
- 1998: Supersingle (Fernsehfilm)[20]
- 2000: Ein Scheusal zum Verlieben (Fernsehfilm, Komödie)[21]
- 2001: Herzstolpern (Fernsehfilm, Liebeskomödie)[22]
- 2003: Das bisschen Haushalt (Fernsehfilm)[23]
- 2005: Wen die Liebe trifft (Fernsehfilm)[24]

## Hörbücher
- 2020: Zeit zum Träumen – Leah und die Corona-Klette (Teil 1)
- 2020: Zeit zum Träumen – Leah und die Lunge des Lebens (Teil 2)

## Kinderbücher
- 2020: Zeit zum Träumen – Leah und die Corona-Klette (Teil 1)
- 2020: Zeit zum Träumen – Leah und die Lunge des Lebens (Teil 2)